# Lundamo
Lundamo is een plaats in de Noorse gemeente Melhus, provincie Trøndelag. Lundamo telt 1131 inwoners (2007) en heeft een oppervlakte van 1,06 km².